# Nagy-Szunda-szigetek
A Nagy-Szunda-szigetek a maláj szigetvilág egy részét alkotó nagy szigetekből álló szigetcsoport. A Kis-Szunda-szigetekkel alkotják a Szunda-szigeteket.

## Közigazgatás
A Nagy-Szunda szigetek jobbára Indonézia területéhez tartoznak. Borneó szigetének területe viszont három ország között oszlik meg: Brunei, Indonézia és Malajzia. A szigeten fekszik Brunei nagy része, Közép-, Kelet-, Nyugat-, Dél- és Észak-Kalimantan indonéz tartomány, valamint Malajzia Sabah és Sarawak állam.

## A szigetek listája
Nyugatról kelet felé:
- Szumátra
- Jáva
- Borneó
- Celebesz

Ide tartozik még néhány apróbb környező sziget.